# Türk-İş
TÜRK-İŞ (Türkiye İşçi Sendikaları Konfederasyonu, englisch Confederation of Turkish Trade Unions) ist der größte Dachverband der Türkischen Industriegewerkschaften. Von den vier in der Türkei existierenden Dachverbänden vereinigt Türk-İş mit mindestens 33 Einzelgewerkschaften die meisten organisierten Arbeitnehmer in der Türkei unter seinem Dach.
TÜRK-İŞ ist Mitglied des Internationalen Gewerkschaftsbundes (IGB) und des Europäischen Gewerkschaftsbundes (EGB). In der Mitgliederliste des IGB wird die Mitgliedschaft mit 820.000 angegeben (Stand: November 2017).

## Geschichte
Der Bund wurde im September 1952 in Izmir mit Hilfe US-amerikanischer Gewerkschaften gegründet, als in der Türkei noch keine ILO-Standards galten. 1947 wurde ein Gesetz mit Einschränkungen zur Legalisierung der Arbeit von Gewerkschaften erlassen. Türk-İş war der erste offizielle türkische Gewerkschaftsbund und vertrat bis 1967 als einziger Dachverband die Rechte der Arbeitnehmer.
Nach dem Militärputsch von 1980 in der Türkei mussten alle Gewerkschaftsdachverbände der Türkei außer der Türk-İş ihre Arbeit einstellen. Aufgrund der Stilllegung des Gewerkschaftsdachverbandes DİSK traten einige DİSK-Mitglieder zur Türk-İş über. Nach 1981, 1984 und 1991 wurden die Arbeiten der zuvor verbotenen Gewerkschaften wieder zugelassen; somit war Türk-İş temporär monatelang der einzige Gewerkschaftsdachverband des Landes und galt damals als regierungsfreundlich eingestellt. Aufgrund der regierungsfreundlichen Einstellung der Türk-İş wurde sie 1981 vom IBFG als Mitglied suspendiert. Der Gewerkschaftsdachverband Türk-İş war bis Mitte der 1980er Jahre staatlicher Kontrolle ausgesetzt.

## Mitgliedschaften
- 1960 Mitglied der Internationalen Bund Freier Gewerkschaften[8][1]
- 1988 Mitglied dem Europäischen Gewerkschaftsbund[1]
- Mitglied im Gewerkschaftlichen Beratungsausschuss der OECD (TUAC)
- Mitglied im Internationalen Gewerkschaftsbund

## Vorsitz
- Erster Vorsitzender: İsmail İnan (1952)[7]
- Bayram Meral (mind. 1997–1999)[9][1]
- Amtierend: Ergün Atalay

## Gewerkschaften
Die folgenden Gewerkschaften gehören der Türk-İş an (Stand: 2013):
| Türkische Bezeichnung | Branche                                               | Mitgliederzahlen |
| --------------------- | ----------------------------------------------------- | ---------------- |
| Orman-İş              | Land-/Forstwirtschaft, Jagd-/Fischereiwesen           | 724              |
| Tarım-İş              | Land-/Forstwirtschaft, Jagd-/Fischereiwesen           | 9.953            |
| Genel Maden İş        | Bergbau                                               | 11.418           |
| Türk Maden İş         | Bergbau                                               | 24.201           |
| Petrol-İş             | Erdöl, Chemikalien, Gummi, Kunststoff, Medizin        | 27.392           |
| Tek Gıda-İş           | Nahrungsmittel                                        | 31.179           |
| Şeker-İş              | Nahrungsmittel                                        | 15.667           |
| Teksif                | Textilien                                             | 54.845           |
| Deri-İş               | Textilien                                             | 1.804            |
| Ağaç-İş               | Holz, Papier                                          | 2.446            |
| Selüloz-İş            | Holz, Papier                                          | 3.268            |
| Basın-İş              | Presse- und Verlagswesen                              | 1.791            |
| TGS                   | Presse- und Verlagswesen                              | 817              |
| Bass                  | Bank- und Versicherungswesen                          | 10.446           |
| Basisen               | Bank- und Versicherungswesen                          | 38.131           |
| Çimse-İş              | Zement, Ton und Glas                                  | 20.142           |
| Kristal-İş            | Zement, Ton und Glas                                  | 6.747            |
| Türk Metal            | Metall                                                | 151.734          |
| Yol-İş                | Bauwesen                                              | 32.385           |
| Tes-İş                | Energie                                               | 45.882           |
| Tez Koop-İş           | Handel, Büro, Bildung und Bildende Künste             | 50.319           |
| Koop-İş               | Handel, Büro, Bildung und Bildende Künste             | 28.089           |
| Tümtis                | Transport                                             | 6.775            |
| Demiryol-İş           | Transport                                             | 14.563           |
| Hava-İş               | Transport                                             | 13.497           |
| TDS                   | Schiffbau, Wasser, Seeverkehr, Lagerung, Aufbewahrung | 4.536            |
| Liman-İş              | Schiffbau, Wasser, Seeverkehr, Lagerung, Aufbewahrung | 3.140            |
| Dok Gemiş-İş          | Schiffbau, Wasser, Seeverkehr, Lagerung, Aufbewahrung | 2.245            |
| Türkiye Haber-İş      | Kommunikation                                         | 16.203           |
| Sağlık-İş             | Gesundheit                                            | 5.264            |
| Toleyis               | Unterkunft und Unterhaltung                           | 14.012           |
| Türk Harb-İş          | Verteidigung und Sicherheit                           | 21.134           |
| Belediye-İş           | Allgemeine Dienstleistungen                           | 41.314           |

## Politik
Nach dem Grubenunglück in Soma 2014 rief Türk-İş seine Mitglieder auf, am 15. Mai 2014 ihre Arbeit niederzulegen und der Opfer des Grubenunglücks zu gedenken. Die Gewerkschaft kritisierte die unzureichenden Sicherheitsmaßnahmen der Betreibergesellschaft.

## Preis
- 1997: Abdi-İpekçi-Preis,[9] aufgrund der türkisch-griechischen Freundschaft mit der griechischen Gewerkschaft GSEE, General Confederation of Greek Workers, und der freundlichen Atmosphäre zwischen diesen beiden Gewerkschaften.